# Antonio Mba Nguema
Antonio Mba Nguema Mikue (ur. 17 listopada 1952, zm. 5 maja 2019) – wojskowy i polityk z Gwinei Równikowej.
Był przyrodnim bratem prezydenta Nguemy Mbasogo. Należał do grupy etnicznej Fang. Karierę w armii rozpoczął w latach 70. W 1992 został mianowany dyrektorem Agencji Bezpieczeństwa Narodowego. Stał na jej czele do 2004. Objął następnie stanowisko ministra obrony, które piastował do 2016. W czerwcu 2016 powierzono mu tekę ministra stanu odpowiedzialnego za bezpieczeństwo prezydenta, w 2018 natomiast awansowano do najwyższego stopnia w narodowych siłach zbrojnych. Zmarł po długiej chorobie w południowoafrykańskim szpitalu. Pochowany z państwowymi honorami, spoczął w Mongomo. Pośmiertnie odznaczono go Krzyżem Wielkim Orderu Niepodległości.
Dwukrotnie żonaty, doczekał się siedemnaściorga dzieci.